# Museum vaterländischer Alterthümer

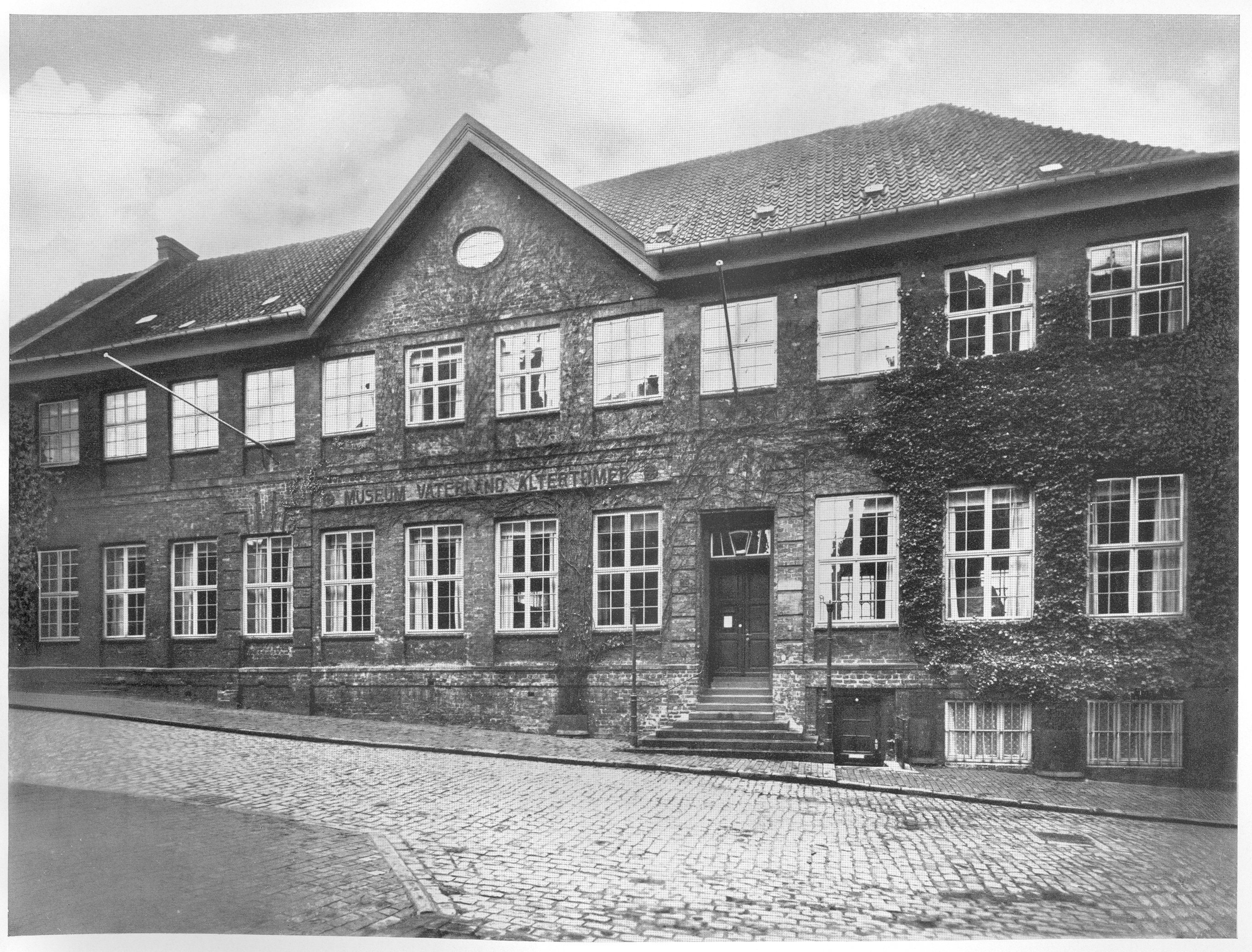
Museumsgebäude in den 1930er Jahren

Das Kieler Museum vaterländischer Alterthümer, seit 1936 Museum vorgeschichtlicher Altertümer, war das archäologische Landesmuseum der preußischen Provinz Schleswig-Holstein und ist der Vorgänger des heutigen Archäologischen Landesmuseums und des Wikinger Museums Haithabu der Stiftung Schleswig-Holsteinische Landesmuseen Schloss Gottorf sowie des Instituts für Ur- und Frühgeschichte der Kieler Universität.

## Geschichte
Das Museum wurde 1835 von der ein Jahr zuvor gestifteten Königlich Schleswig-Holstein-Lauenburgischen Gesellschaft für die Sammlung und Erhaltung vaterländischer Alterthümer gegründet. Das Museum stand zwar in Konkurrenz zu ähnlichen Museen in Hamburg und Kopenhagen sowie der 1852 gegründeten Flensburgsammlung, konnte sich aber gegen diese Häuser behaupten. 1873 gingen, nach der Auflösung der Gründungsgesellschaft, sowohl das Kieler Museum ebenso wie die Flensburger Sammlung als Provinzial-Museum und Universitätsinstitut an die Christian-Albrechts-Universität zu Kiel. Bei der 100-Jahr-Feier wurde es in Museum vorgeschichtlicher Altertümer umbenannt.
Das Museum war von 1900 bis 1915 und 1930 bis 1939 Träger der Ausgrabungen in Haithabu.
Während des Dritten Reiches plante Gustav Schwantes, unterstützt von Herbert Jankuhn und dem Ahnenerbe, das Museum zu einem Altgermanischen Zentralmuseum auszubauen. Dazu gehörte auch die Konzentration der Ausstellung auf die archäologischen Stücke mit dem Nydam-Boot und den Runensteinen als Herzstücken. Alle kunsthistorischen und volkskundlichen Exponate wurden deswegen im Zuge der Umbenennung des Museums an das Thaulow-Museum und die Kunsthalle abgegeben.
Darüber hinaus war das Museum im Oktober 1937 um die Provinzialstelle für vor- und frühgeschichtliche Landesaufnahme und Bodendenkmalpflege der Provinz Schleswig-Holstein unter Karl Kersten erweitert worden, die die archäologischen Fundplätze der Region systematisch erfasste und kartierte.
Im Zweiten Weltkrieg wurde das Museumsgebäude 1944 durch Bombentreffer zerstört. Die ausgelagerte Sammlung konnte jedoch größtenteils gerettet werden, weil weite Teile bereits vorher evakuiert worden waren. Sie befindet sich jetzt in den Räumen von Schloss Gottorf.

## Direktoren
- 1836–?: Nikolaus Falck[1]
- 1873–1891: Heinrich Handelmann[3]
- 1891–1909: Johanna Mestorf[4]
- ?–1928: Friedrich Knorr
- 1929–1938: Gustav Schwantes
- 1938–1944: Herbert Jankuhn
- 1944–?: Karl Kersten